# اچ‌اس‌وس گرینج

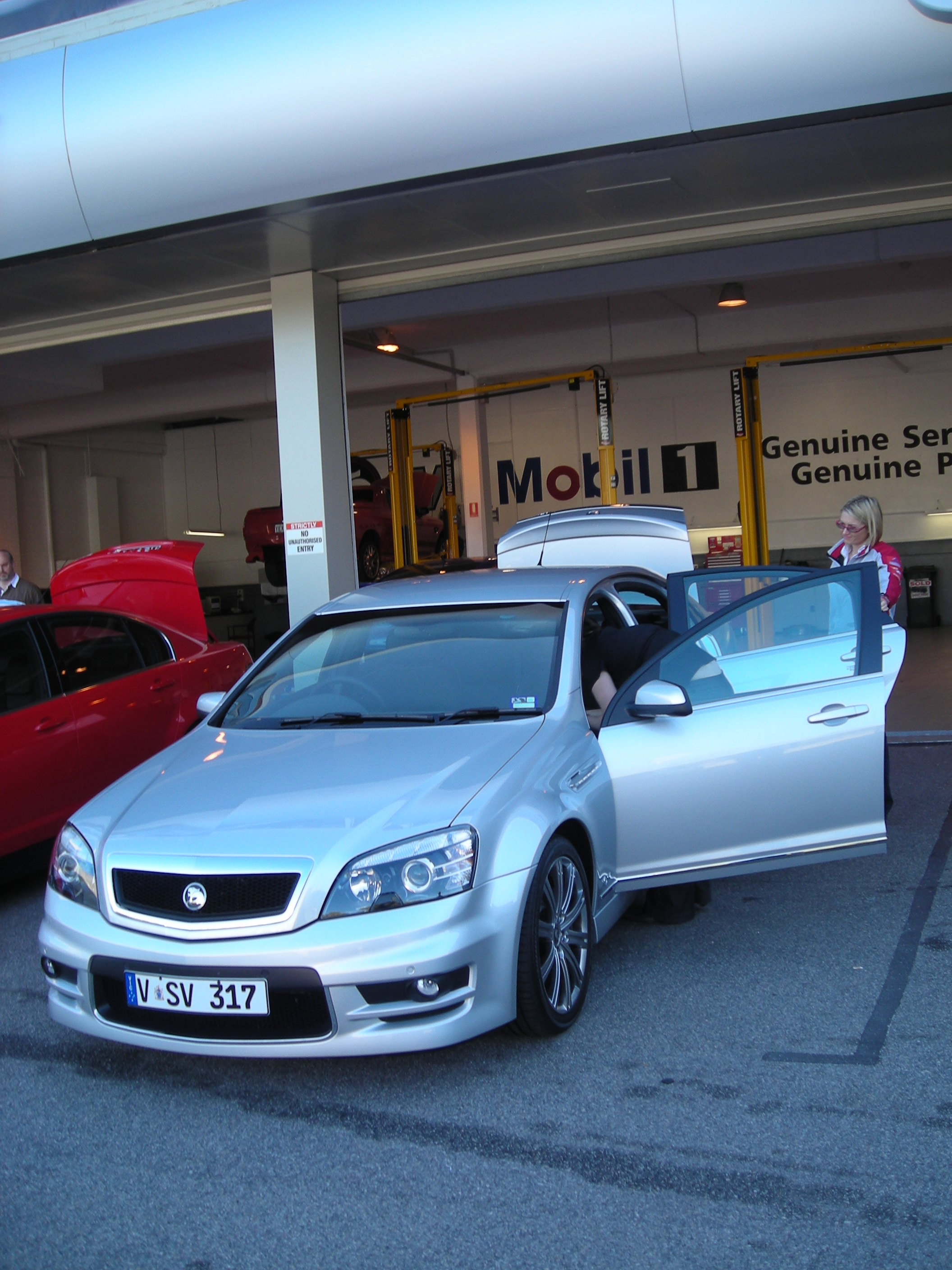

اچ‌اس‌وس گرینج (HSV Grange) خودرویی است که از سال ۱۹۹۷ تا کنون در استرالیا تولید شده‌است.
این خودرو در کلاس خودرو سایز بزرگ قرار گرفته، است.

## نگارخانه

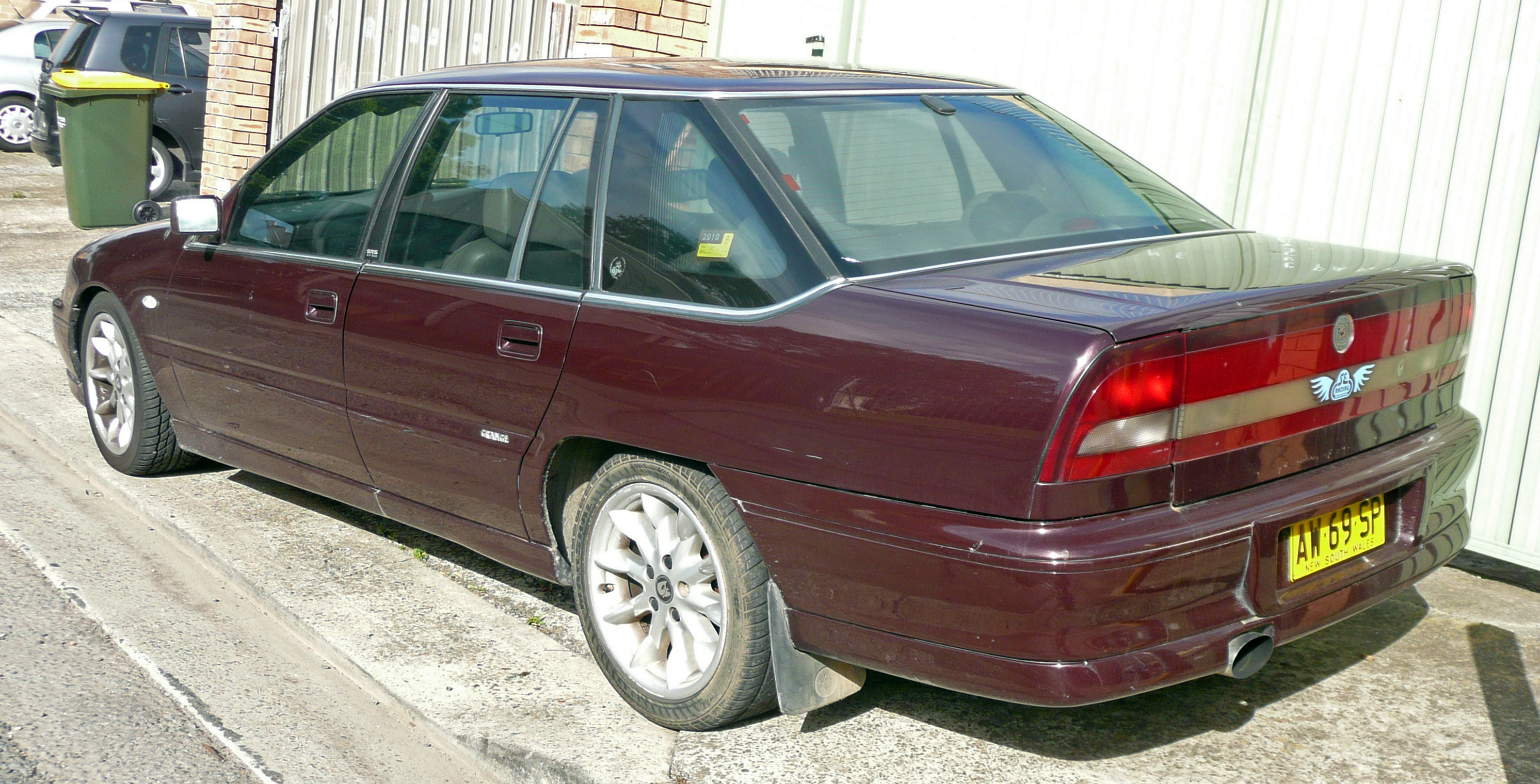
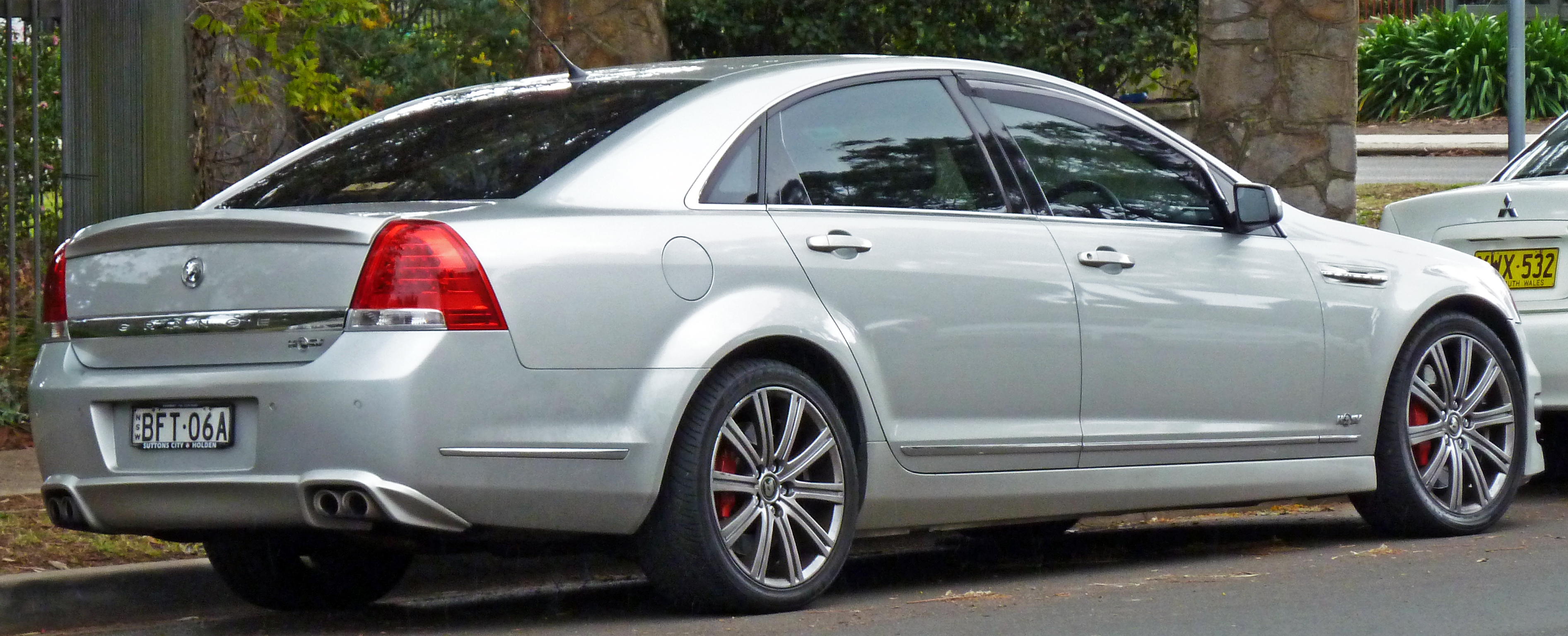